# صيغة لايبنتس ل π

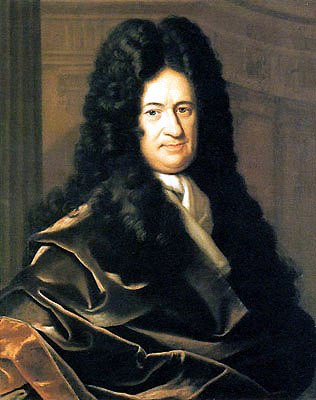

انظر إلى قائمة المواضيع المنسوبة إلى غوتفريد لايبنتس.
في الرياضيات، صيغة لايبنتس ل π (بالإنجليزية: Leibniz formula for π)‏
{\displaystyle 1\,-\,{\frac {1}{3}}\,+\,{\frac {1}{5}}\,-\,{\frac {1}{7}}\,+\,{\frac {1}{9}}\,-\,\cdots \;=\;{\frac {\pi }{4}}.\!}
سميت هذه الصيغة هكذا نسبة إلى عالم الرياضيات الألماني غوتفريد لايبنتس. يقال عن هذه المتسلسة أنها متسلسلة متناوبة. تسمى أيضا متسلسلة مادهافا-لايبنتس بما أنها حالة خاصة من متسلسلات من صنف عام من المتسلسلات لدالة الظل العكسية، مكتشَفة لأول مرة من طرف عالم الرياضيات الهندي مادهافا من سانغماغراما خلال القرن الرابع عشر. نشر لايبنتس حالته الخاصة في حوالي عام 1676 م. أما المتسلسلة التي تؤول إلى دالة الظل العكسية، والتي قد تسمى أيضا متسلسلة غريغوري، فهي كما يلي:
{\displaystyle \arctan x=x-{\frac {x^{3}}{3}}+{\frac {x^{5}}{5}}-{\frac {x^{7}}{7}}+\cdots }
التعويض x = 1 يعطي صيغة لايبنتس.

## البطئ
صيغة لايبنتس من أجل حساب π شديدة البطئ. حساب عشرة أرقام بعد الفاصلة يتطلب حساب خمسة ملايير حد من متسلسلة لايبنتس لأن 12k + 1 < 10−10 يعني k > 5 × 109 − 12.
انظر إلى سرعة التقارب وإلى تحويل أويلر.

## جداء أويلر
انظر إلى متسلسلة دركليه وإلى حرف دركليه وإلى جداء غير منته وإلى عدد أولي وإلى جداء أويلر.
{\displaystyle \pi /4=\left(\prod _{p\equiv 1{\pmod {4}}}{\frac {p}{p-1}}\right)\cdot \left(\prod _{p\equiv 3{\pmod {4}}}{\frac {p}{p+1}}\right)={\frac {3}{4}}\cdot {\frac {5}{4}}\cdot {\frac {7}{8}}\cdot {\frac {11}{12}}\cdot {\frac {13}{12}}\cdot {\frac {17}{16}}\cdots }